# Mathias Trygg
Mathias Trygg, född 15 mars 1986 i Oslo, är en norsk professionell ishockeyspelare som spelar för Vålerenga i GET-ligaen. Trygg har även representerat Norge på samtliga nivåer i landslagssammanhang och gjort ett flertal matcher för herrlandslaget.

## Spelarkarriär
Trygg inledde sin seniorkarriär med moderklubben Manglerud Star i GET-ligaen 2002 och spelade två säsonger i Osloklubben innan han flyttade till Sverige för att spela för Skåre BK. Sejouren i Sverige och Skåre blev endast ettårig och Trygg återvände sedan till Norge och Manglerud Star.
Säsongen 2005/2006 blev en slags genombrottssäsong för Trygg, och efter säsongen skrev han på för den dåvarande norska mästaren Vålerenga. Han fortsatte med att vinna mästerskapet två gånger med Vålerenga, innan Trygg beslutade sig att flytta utomlands igen år 2010.
Den 1 september 2010 anslöt Trygg till Modo för ett två veckor långt provspel, något som den 13 september ledde till ett kontrakt. Konkurrenssituationen bland Modos forwards var dock väldigt tuff med spelare som Ladislav Nagy, Byron Ritchie och Per-Åge Skrøder, vilket ledde till lite speltid och en utlåning till Västerås. Det blev dock bara två matcher i Västerås innan han återvände till Norge och Vålerenga.  
Den 4 augusti 2011 signerade Trygg ett tvåårskontrakt med Lørenskog IK och återvände sedan den 17 juni 2013 till Vålerenga. Efter sin poängbästa säsong i GET-ligaen, 50 poäng på 41 matcher, flyttade Trygg till Sverige och skrev den 13 augusti 2014 ett ettårskontrakt med IF Björklöven. Efter endast fyra poäng på 22 matcher fick dock Trygg lämna klubben och den 24 november 2014 återvände Trygg till Vålerenga.

## Privatliv
Mathias äldre tvillingbröder Marius och Mats är även de professionella ishockeyspelare.